# Crockeria
Genre
Crockeria est un genre d'araignées aranéomorphes de la famille des Thomisidae.

## Distribution
Les espèces de ce genre se rencontrent en Indonésie et en Malaisie.

## Liste des espèces
Selon World Spider Catalog (version 26, 19/06/2025) :
- Crockeria kinabalu Benjamin, 2016
- Crockeria laevis (Thorell, 1890)
- Crockeria neofelis Dhiya'ulhaq & Benjamin, 2025

## Systématique et taxinomie
Ce genre a été décrit par Benjamin en 2016 dans les Thomisidae.

## Étymologie
Ce genre est nommé en l'honneur de William Maunder Crocker.

## Publication originale
- Benjamin, 2016 : « Revision of Cebrenninus Simon, 1887 with description of one new genus and six new species (Araneae: Thomisidae). » Revue Suisse de Zoologie, vol. 123, no 1, p. 179-200.